# The Wedding Singer
The Wedding Singer är en amerikansk romantisk komedifilm från 1998.

## Handling
Filmen handlar om Robbie Hart, en man som försörjer sig på att sjunga på bröllop. Han ska själv gifta sig men blir lämnad vid altaret av sin fästmö Linda. Robbie är helt knäckt och finner det väldigt svårt att kunna fortsätta sitt arbete då han inte kan klara av att vara i närheten av bröllop längre. Han blir dock ombedd av sin väninna Julia, att sjunga då hon ska gifta sig. Hennes fästman är dock ett svin, och det dröjer inte länge innan Robbie inser att han har börjat bli kär i Julia. 
Filmen utspelar sig under 1985 och är fylld med nostalgi i form av den tidens musik, frisyrer och kläder.

## Om filmen
Filmen regisserades av Frank Coraci, och är 95 minuter lång. 

## Rollista (i urval)
- Adam Sandler - Robbie Hart
- Drew Barrymore - Julia Sullivan
- Christine Taylor - Holly Sullivan
- Allen Covert - Sammy
- Matthew Glave - Glenn Guglia
- Ellen Albertini Dow - Rosie
- Angela Featherstone - Linda
- Alexis Arquette - George Stitzer
- Christina Pickles - Angie
- Steve Buscemi - David 'Dave' Veltri
- Billy Idol - Billy Idol